# Машковцовы
Машковцевы — дворянский род.
В Гербовник внесены две вятские фамилии Машковцевых.

## Машковцевы — первая фамилия
Высочайшим указом 8 нарта 1830 года Вятский 1-й гильдии купец Александр Машковцев, за службу деда, отца и его самого в разных должностях по выборам городского общества, возведен с потомством в дворянское достоинство, на которое 10 августа 1834 года пожалован ему диплом (Герб. XI, 66).
Казанское дворянство 1785—1917 год.
Род внесен в 1-ю часть дворянской родословной книги Казанской губернии по определению Казанского дворянского депутатского собрания от 02.07.1841, утвержден указом Герольдии от 22.05.1843.
Родословная Роспись
1. Александр Феодорович, родился в 1798 (?), из купцов, православного вероисповедания, поступил из частного пансиона в Вятскую гимназию, где обучался до 4 кп., в 1823—1825 — бургомистр в Вятском городском магистрате, в 1830—1841 — на службе в Вятском уездном училище, в 1832 — коллежский регистратор, в 1839 — губернский секретарь, в 1848 — титулярный советник, женат, за ним в г. Вятке каменный дом, сенокосные земли 26 дес., приобретенной земли 141 дес.
  1. Раиса Александровна, родилась 25.08.1822.
  2. Марья Александровна, родилась 23.07.1824.
  3. Федор Александрович, родился 01.11.1825.
  4. Алексеи Александрович, родился 31.03.1828.
  5. Варвара Александровна, родилась 08.11.1831.
  6. Александр Александрович, родился 11.07.1833.
  7. Екатерина Александровна, родилась 20.10.1834.
  8. Людмила Александровна, родилась 06.09.1836.
  9. Николай Александрович, родился 07.06.1838, надворный советник, елабужский уездный исправник, женат на Надежде Александровне Чубатиной, брак заключен 05.11.1861.
    1. Леонид Николаевич, родился 22.12.1867.
    2. Владимир Николаевич, родился 19.05.1877.
    3. Маргарита Николаевна, родилась 04.10.1878.
    4. Магдалина Николаевна, родилась 05.06.1884.

  10. Александра Александровна, родилась 20.09.1840.
  11. Павел Александрович, родился 20.03.1845.

Основание: Алфавитный список…-С.52; НА РТ. Ф.350. Оп.2. Д.10. Л.71-72
об., Д.22. Л.25-25 об., Д.261. Л.52-54.

### Описание герба
Щит пересечён. В первой, лазоревой части, золотой меркуриев жезл, в перевязь, влево; сопровождаемый, в правом верхнем и в левом нижнем углах, двумя серебряными о шести лучах звёздами. Во второй, зелёной части, золотой сноп.
Щит увенчан дворянскими шлемом и короною. Нашлемник: три серебряных страусовых пера. Намет лазоревый, с золотом. Герб Машковцева (Машковцова) внесён в Часть 11 Общего гербовника дворянских родов Всероссийской империи, стр. 66.

## Машковцевы — вторая фамилия
Яков Машковцов, возведенный в дворянское достоинство в 1849 г. (Герб. XI, 72).
Предки Якова Машковцова равномерно и он сам службою в различных должностях по выборам Вятского городского общества и посредством оптовой торговли, приобрели звание именитых граждан, по чему он Машковцов Высочайше утвержденным 27 Апреля 1849 года мнением Государственного Совета возведен в потомственное дворянское достоинство, на которое 14 Декабря 1851 года пожалован ему диплом.
Казанское дворянство 1785—1917 год.
Род внесен во 2-ю часть дворянской родословной книги Казанской губернии по определению Казанского дворянского депутатского собрания от 18.09.1849, утвержден указом Герольдии от 22.03.1850.
Основание: Алфавитный список…-С.52; ОРРК НБЛ КГУ. Ед.хр.402.4.2. Т.1.
Л. 155 об.; НА РТ. Ф.350. Оп.2. Д.27. Л.97-97 об.
Герб пожалован

### Описание герба
Щит рассечён. В правой, лазоревой части, серебряный меркурьев жезл. В левой, червлёной части, золотой сноп.
Щит увенчан дворянскими шлемом и короною. Нашлемник: два чёрных орлиных крыла, между которыми золотая о шести лучах звезда. Намёт: справа — лазоревый, с серебром, слева — червлёный, с золотом. Герб Машковцева (Машковцова) внесён в Часть 11 Общего гербовника дворянских родов Всероссийской империи, стр. 72

## Машковцевы — третья фамилия
Егор Машковцов, возведенный в дворянское достоинство в 1849 г. (Герб. XI, 72).
Казанское дворянство 1785—1917 год.
Егор Петрович Машковцов, штабс-ротмистр, жалован дипломом на потомственное дворянское достоинство. ДС, том IX, стр.39
Родословная Роспись
Егор Петрович, родился в 1821 (?), из потомственных почётных граждан, в 1836 вступил в службу, в 1840 — поручик, служил в Чугуевском уланском полку; в 1842 уволен от службы штаб-ротмистром, проживал в г. Вятке, рано овдовел. Дружил с А.И.Герценом, неоднократно оказывал ему помощь, особенно в период вятской ссылки.
- Петр Егорович, родился 07.11.1839.
- Мария Егоровна, родилась 08.07.1845.. Замужем за Д. Н. Зерновым, профессором анатомии, в 1898-99 г.г. — ректором Московского университета.
- Елизавета Егоровна, родилась 04.11.1846.

Основание: Алфавитный список…-С.52; ОРРК НБЛ КГУ. Ед.хр.402.4.2. Т.1.
Л. 155 об.; НА РТ. Ф.350. Оп.2. Д.27. Л.97-97 об.
Герб Егора Петровича Машковцова, штабс-ротмистра внесён в Часть 9 Сборника дипломных гербов Российского Дворянства, невнесенных в Общий Гербовник, стр. 39
Описание герба
Щит рассечен. В золотой главе накрест серебряная стрела и серебряный меч с золотой рукояткой. В правой части в лазуревом поле серебряная крепость с башней на зеленой траве, в левом червленом поле шестиугольная серебряная звезда, над ней серебряная подкова концами вниз. Над щитом дворянский коронованный шлем. Нашлемник: черные орлиные крылья. Намёт лазуревый, подложенный серебром.
Дата пожалования: 03.11.1844.